# Вулиця Григорія Цеглинського (Калуш)

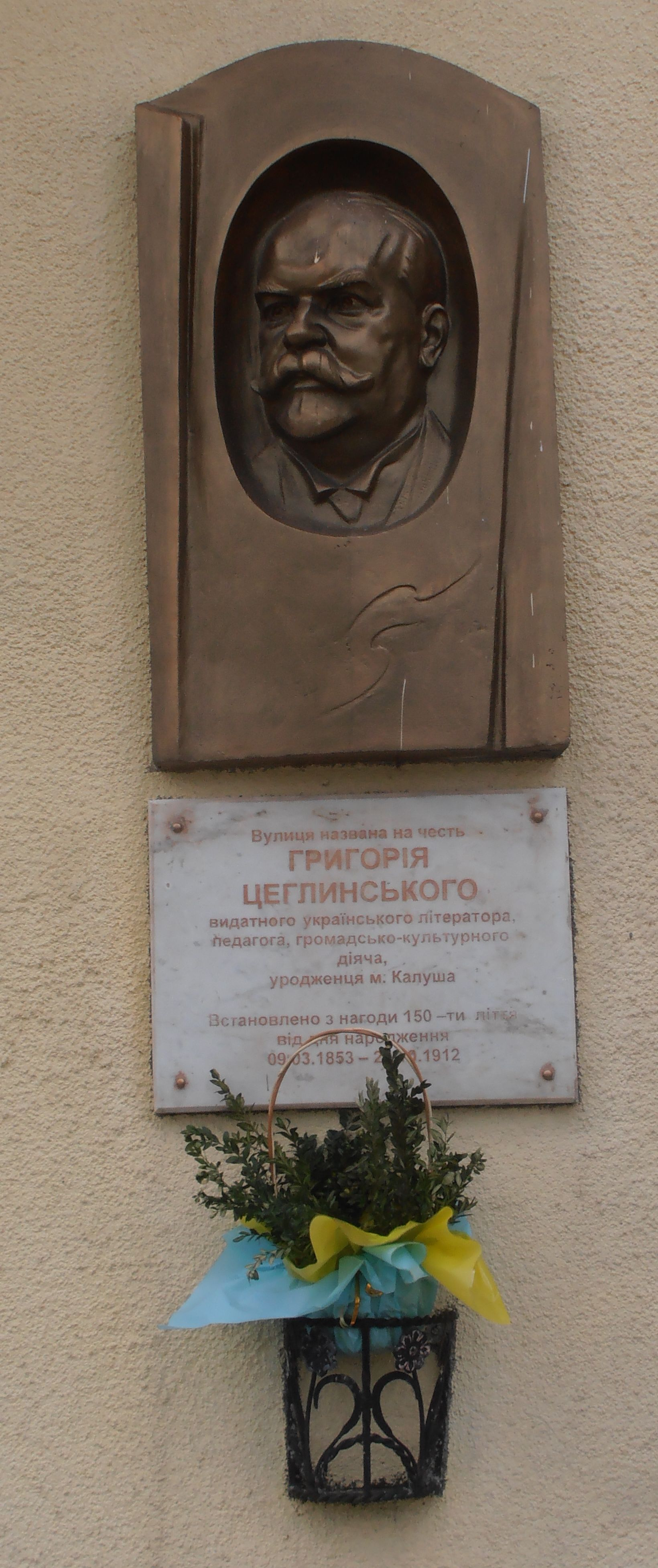
Меморіальна дошка Цеглинському

Вулиця Григорія Цеглинського — розташована в центральній частині міста Калуша. Пролягає від вулиці Підвальної до площі Героїв.

## Історія
Назву вулиці надано 25 грудня 1990 року.

## Сьогодення
Вулиця Цеглинського є затишною вулицею, оскільки не є проїжджою, а перегороджена сходами на виході на площу Героїв. Вулиця здебільшого виконує роль пішохідної зони. Забудова виключно житлова. Житлові будинки 1, 3 і 5 збудовані на початку XX ст, а житловий будинок № 2 у 70-х рр.XX ст. 2014 року було проведено масштабну реконструкцію вулиці, в результаті чого переасфальтовано дорожнє полотно та споруджено бруковані тротуари. На стику з площею Героїв було зведено бетонні сходи з довгим пандусом.

## Вшанування пам'яті
На будинку №3, де жив та працював Григорій Цеглинський, 2003 року до 150-річчя від дня його народження відкрито меморіальну дошку видатному діячеві Галичини (скульптор Ігор Семак, архітектор Петро Макогін).